# Пожарский, Пётр Дмитриевич

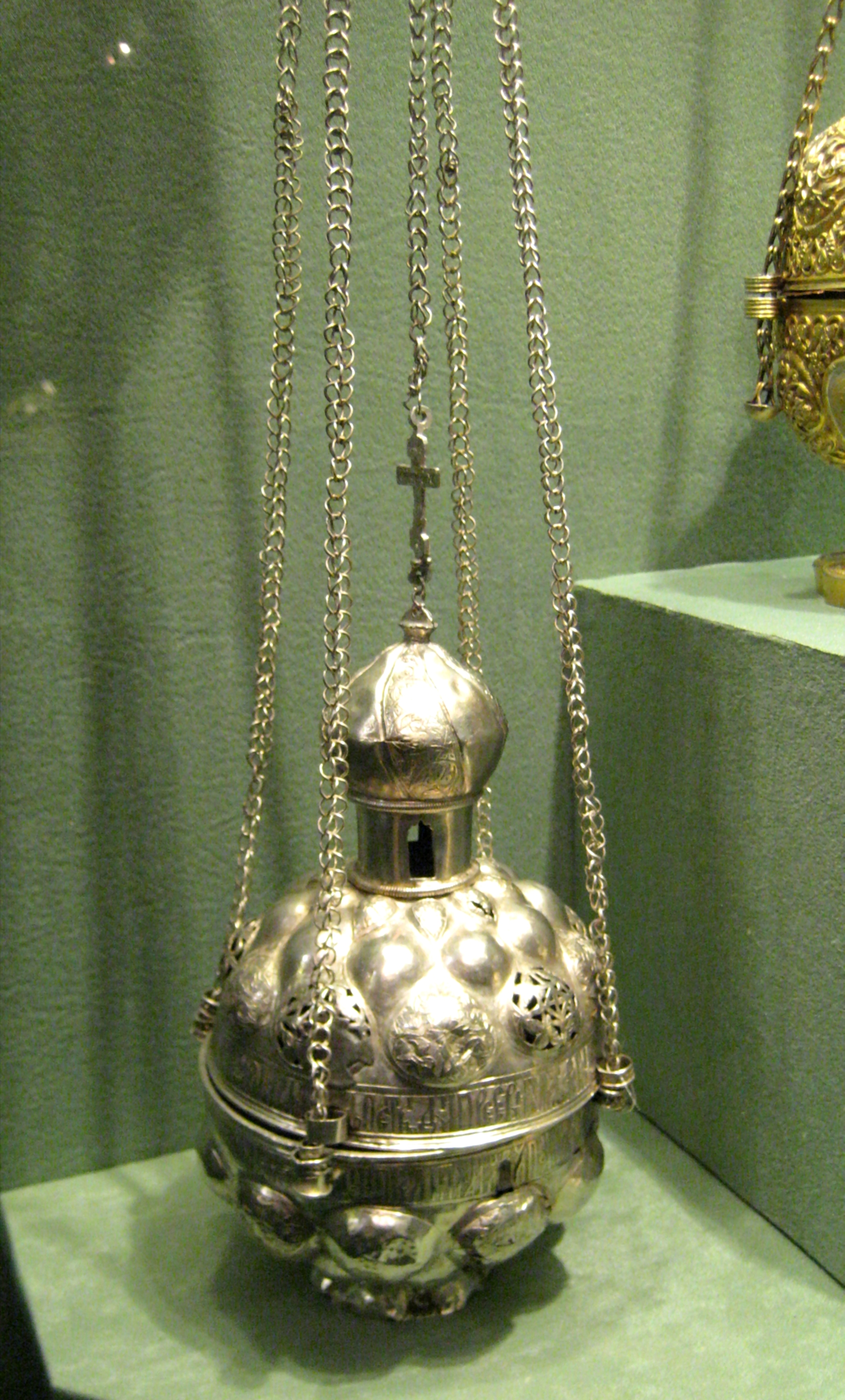
Кадило. Россия. 1640. Серебро, недрагоценный металл. Чеканка, гравировка, скань. Надпись: "...Сие кадило в дом... кнзь Петръ Дмитриеевичъ Пожарской по матери своей... въ отъчину отца своего боярина кнзь Дмитрея Михайловича Пожарскаго". Вклад Петра Пожарского в собор Василия Блаженного

Князь Пётр Дмитриевич Пожарский (ум. 1647) — рында, стольник, голова и воевода во времена правления Михаила Фёдоровича и Алексея Михайловича.
Из княжеского рода Пожарские. Старший сын боярина князя Дмитрия Михайловича Пожарского и его жены Прасковьи Варфоломеевны. Имел братьев, князей бездетного Фёдора и Ивана Дмитриевичей и трёх сестёр, княжон: Ксения (ум. 1625) — жена князя Василия Семёновича Куракина; Анастасия — жена князя Ивана Петровича Пронского и Елена — жена князя Ивана Фёдоровича Лыкова.
В поколенной росписи поданной в 1682 году в Палату родословных дел показан с прозвищем Немой.

## Биография
В 1618 году царь Михаил Фёдорович Романов назначил Ивана Александровича Колтовского в товарищи к воеводе князю Дмитрию Михайловичу Пожарскому. Второй воевода Иван Колтовский затеял местническое дело против Дмитрия Пожарского. И. А. Колтовский «бил челом государю в отечестве», что ему «быть» с князем Д. М. Пожарским «невместно». Пётр, старший сын Дмитрия Михайловича Пожарского, встал на защиту своего отца и бил челом царю, прося «дать оборонь за бесчестье отца».
В 1624 году вместе с младшим братом Фёдором были назначены рындами и участвовали в торжественных приёмах при царском дворе. В марте, апреле и мае 1624 года князь Пётр Дмитриевич Пожарский «смотрел в кривой стол» во время царского обеда. В сентябре 1624 года князья Пётр и Фёдор Пожарские, будучи  тридцать первым в свадебном поезде, присутствовали на первой свадьбе царя Михаила Фёдоровича с Марией Владимировной Долгоруковой. В сентябре-октябре 1624 и в апреле 1625 года «смотрел в кривой стол».
17 апреля 1625 года князь Пётр Пожарский присутствовал на приёме персидского посланца, когда все придворные чины сидели в золоте при государе и патриархе. После приёма князь П. Д. Пожарский был включен в список из 17 человек, которым было поручено «пить носить пред государя». 1 октября того же 1625 года опять «смотрел в кривой стол». В ноябре 1625 года князья Пётр и Фёдор Дмитриевичи Пожарские были рындами при приёме английского посла. 6 января 1626 года вновь «смотрел в кривой стол».
5 (15) февраля 1626 года князь Пётр Пожарский был двадцатым среди поезжан на свадьбе царя Михаила Фёдоровича с Евдокией Лукьяновной Стрешневой. 28 апреля 1627 года вместе с братом Фёдором Пётр был рындой при отпуске персидских купцов. В июне того же 1627 года братья Пётр и Фёдор Пожарские были рындами при приёме английского посла. В 1627-1640 годах в Боярской книге показан стольником.
В 1628 году пристав у турецкого посла,  8 мая участвовал в походе с царем в Угрешский монастырь, присутствовал у царского стола в стане на р. Голедях, по дороге в Угрешский монастырь, и «вина наряжал» у царского стола 9 мая. Затем князь Пётр Пожарский «смотрел в кривой стол» во время царских обедов (1 августа, 6 августа 1628, 5 мая 1629, 17 июля, 25 июля, 6 августа и 8 сентября 1630 года). В сентябре и декабре 1630 года Пётр Пожарский вместе с братом Фёдором в чине рынд присутствовали во время приёмов голландского посольства. 3 марта и 5 мая 1631 года вновь «смотрел в кривой стол». В мае того же 1631 года в звании рынды присутствовал при приёмах шведского и кызылбашского посольств. В июне того же 1631 года — рында на приёме турецкого посла Ахмета-аги.
8 сентября 1632 года, 23 апреля и 12 июня 1633 года, 8 апреля 1634 года Пётр Дмитриевич Пожарский вновь «смотрел в кривой стол» во время царских обедов, 15 августа 1633 года «смотрел в стол» во время обеда у патриарха. В 1635 года во время встречи польского посольства за Тверскими воротами князь Пётр Пожарский был головой «сотни стольников». 1 марта 1635 года на именинах царицы Евдокии Лукьяновны вновь был при царском столе. 21 марта во время царского приёма польских послов Петру Пожарскому было велено «носить пить пред государя».
В 1635 году князь Пётр Дмитриевич Пожарский, назначенный первым воеводой Передового полка, был отправлен в Дедилов, но пробыл там недолго. На воеводстве было указано ему идти в сход с воеводами Колтовским и Сабуровым к Михайлову, 29 августа 1635 года князь Пётр Пожарский получил увольнение и 9 сентября был отпущен в Москву, по причине смерти матери. Затем опять «смотрел в кривой стол» на царских обедах (17 марта, 25 марта, 17 апреля, 19 апреля, 2 июня, 25 декабря 1636 года, 9 апреля 1637 года). В 1637 году во время «похода» царя Михаила Фёдоровича на богомолье в Новодевичий монастырь П. Д. Пожарский «наряжал вина» за царским столом. 12 января 1637 года опять «смотрел в кривой стол». В мае того же года во время царского «похода» в село Покровское Петр Пожарский вместе с другими боярам и князьями «дневал и ночевал» на государевом дворе. В 1638-1640 годах воевода в Белгороде. 1 сентября 1640 года Пётр Пожарский «смотрел в стол» на царском обеде. В мае 1641 года был назначен первым воеводой в Одоеве, для охранения от прихода крымцев. 3 января 1642 года участвовал в Земском соборе в Москве, где обсуждался вопрос о судьбе турецкой крепости Азов, захваченной донскими казаками. 10 апреля того же 1642 года присутствовал у царского стола, где опять «смотрел в кривой стол». С 1642 по 1647 год стольник князь Пётр Дмитриевич Пожарский не упоминается в дворцовых разрядах.
Умер в 1647 году о чём имеется запись в Боярской книге.

## Семья
Был дважды женат. Его первой женой была Анастасия Григорьевна, дети от первого брака:
- Василий (умерший в детстве),

Вторично женился на Марфе Семёновне Коробьиной, дочери Семена Гавриловича Коробьина. Дети от второго брака:
- Анна Петровна (ум. 1669) — 1-й муж князь Афанасий Борисович Репнин (ум. 1653), 2-й муж боярин Иван Андреевич Милославский (ум. 1663), оба брака бездетны.
- Евдокия Петровна (ум. 16 марта 1671) — 1-й муж с 1661 года боярин Иван Петрович Шереметев (ум.  1667), 2-й муж боярин князь Юрий Алексеевич Долгоруков (ум. 1682).

## Критика
В Русской родословной книге А.Б. Лобанова-Ростовского показано, что княжна Анна Петровна в первом браке состояла с 1658 года, тогда как первый муж князь Афанасий Борисович Репнин умер в 1653 году.
В родословной книге М.Г. Спиридова, князь Пётр Дмитриевич показан сыном князя Дмитрия Петровича Пожарского по прозванию Лопата, что вероятно не верно, так как в поколенной росписи поданной в 1682 году в Палату родословных дел и в Русской родословной книге А.Б. Лобанова-Ростовского он показан сыном князя Дмитрия Михайловича Пожарского.